# M2ビル (世田谷区)
座標: 北緯35度38分30秒 東経139度37分08秒 / 北緯35.64153度 東経139.619度

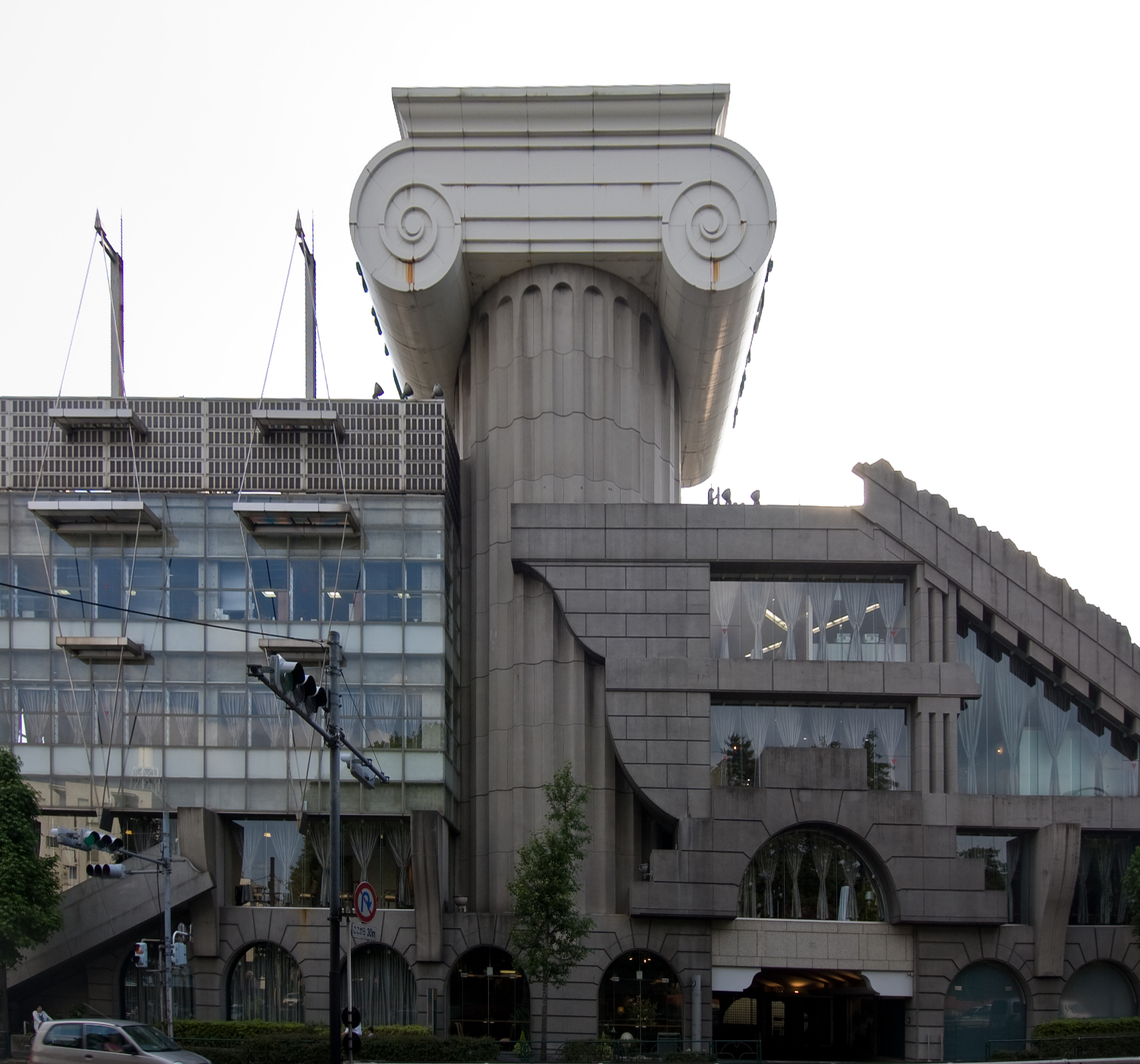
M2ビル 正面より

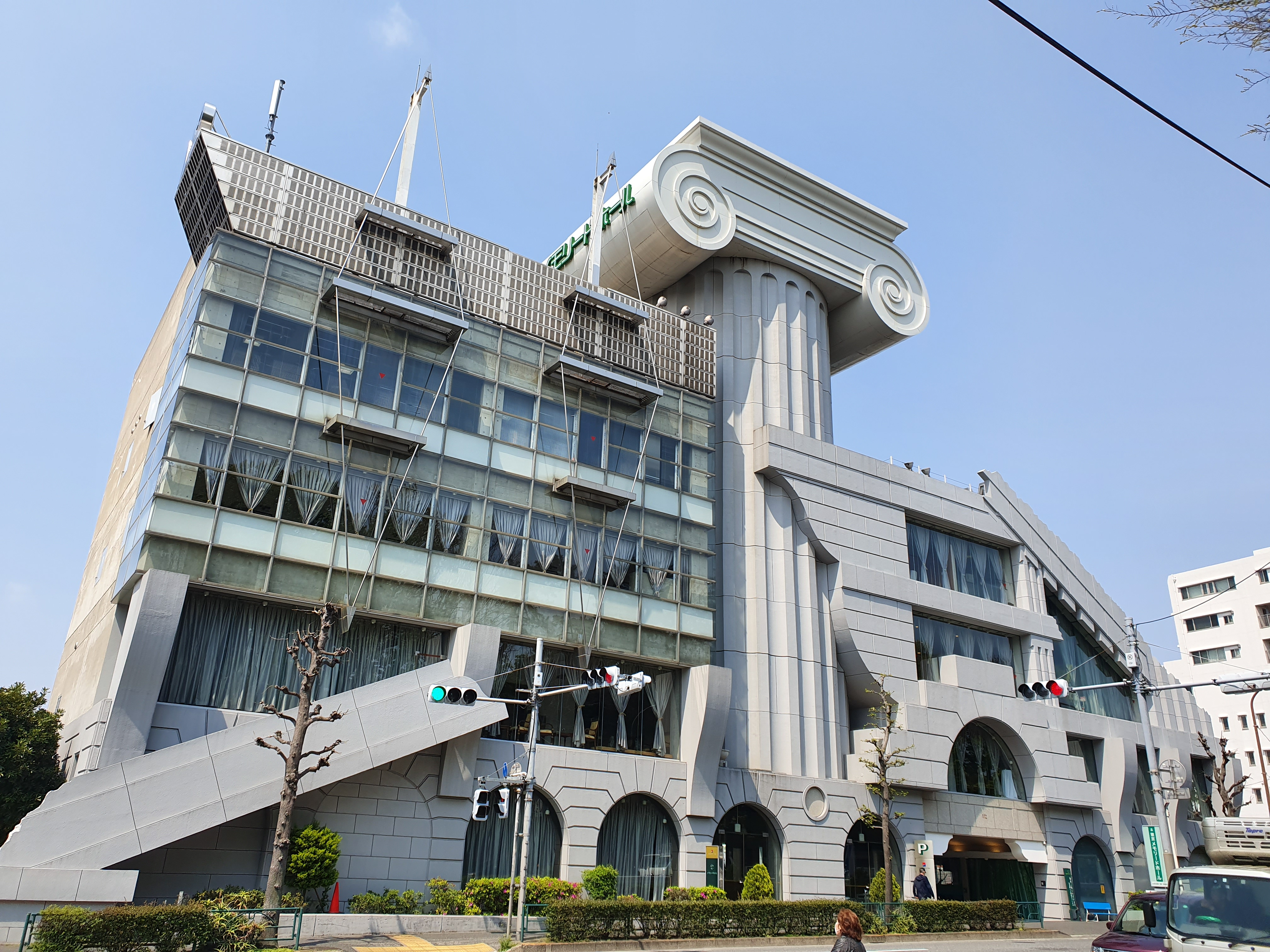
M2ビル 正面斜め前より

M2ビル（エムツービル）とは、東京都世田谷区砧に存在する建築物である。

## 施設概要
- 地上4階　地下1階
- 所在地:東京都世田谷区砧2-4-27（環八通り沿い）
- 竣工:1991年[1]
- 施工:鹿島建設[1]

もともとマツダの東京の拠点のひとつとして建てられ、1991年11月28日にオープンした。ビル名は「2つ目のマツダ」の意味であった。
隈研吾デザインによる、ポストモダン建築の斬新な内外装デザインが国内外の各方面から話題を呼び、今でも語り草となっている。
しかし、当時の建築界からは批判を受けた。建築評論家・桐敷真次郎が「『新建築』誌もこの作品の発表をためらった……」「建築界の批判は手厳しい。（中略）要するに、ちょっと手加減した袋叩きである」と書いた。2011年に旅行サイトのVirtualtourist は、世界の10の醜悪なビルの一つとして、M2ビルを取り上げた。「M2は、支離滅裂、憂鬱で徹底的に汚い」と評している。隈自身も「建築界でのM2の評判も芳しくなかった」、「M2がトラウマになって」と回想している。

## 建物テナント
- 初期
  - M2 - マツダの商品企画会社。開発スタッフが常駐していた。
  - ユーノス南東京砧店
  - アンフィニ南東京砧店
  - 洋書販売店「ミュルサンヌ」
  - イタリア料理店「グランビア」
  - ハーツレンタカー
  - ショールーム「マツダロータリー世田谷」
  - マツダ社員研修施設「エトレカレッジ」

- 末期はレストランや洋書販売店も閉鎖となり、
  - マツダスピードスポーツファクトリー砧店
  - マツダアンフィニ南東京砧店

および「マツダロータリー世田谷」の営業がメインとなった。
1999年にはマツダロータリー世田谷・マツダアンフィニ店が閉店となり、一般との接点がなくなってしまった。

## その後の経緯
2002年、マツダはM2ビルを売却した。売却先は長崎県に本社を置き、群馬県・埼玉県・多摩地域でも事業展開している冠婚葬祭サービス業「株式会社メモリード」であった。異業種経営にも積極的に取り組んでおり、かつて長崎県大村市でオートザム店を経営していたことがあった。その縁で、東京進出の旗印とすべくM2ビルの購入を決めた。
ポストモダン建築の特徴的な外観には一切手を加えず内装の改造を行い、2003年「東京メモリードホール」の名称で斎場としてリニューアルオープンした。

## 外部サイト
- 東京メモリードホール